# Орден святителя Миколая
Орден Святителя Миколая — український недержавний орден, заснований Православною церквою України для вшанування людей за відродження духовності в Україні, відданість ідеалам добра та значний внесок у суспільне благо. Орден має один ступінь. Нагородження здійснює Предстоятель ПЦУ.

## Статут нагороди

### Загальні положення
Орден Святителя Миколая — це відзнака Православної церкви України, що встановлена рішенням Священного синоду від 4 лютого 2020 року (журнал № 2)

### Ступені ордену
Має один ступінь.

### За що і кому вручається
- Вручається за відродження духовності в Україні, відданість ідеалам добра та значний внесок у суспільне благо..
- Орденом можуть бути нагороджені як громадяни України, так і громадяни інших держав.

### Порядок нагородження
- Представлення до нагородження проводиться за поданням архієреїв ПЦУ або інших осіб, окрім самого претендента на нагородження.
- Рішення про нагородження приймається Предстоятелем ПЦУ.
- Вручення нагороди здійснює Предстоятель Православної церкви України особисто чи за його дорученням і від його імені архієреї або священники ПЦУ.
- Особі, нагородженій орденом, чи її представнику, вручається знак нагороди визначеної форми та грамота про нагородження.

### Правила носіння
- Орден Святителя Миколая носять на грудях ліворуч.

### Інші положення
- Нагородження орденом вдруге, а також посмертне нагородження не здійснюється.
- Особи, нагороджені орденом, повинні дбайливо ставитися до збереження нагороди та грамоти. У разі їх втрати (пошкодження) видача дублікатів не передбачена.

## Опис знака нагороди
Виготовляється із ювелірної латуні, полірується та покривається золотом (товщина покриття 0.5 мк).
Відзнака має форму округлої багатопроменевої зірки, на яку накладено хрест, покритий червоною емаллю.
По центру відзнаки розміщено барельєфне зображення Святителя Миколая Чудотворця. Орден оздоблено 4 стразами білого кольору.